# Getränke Ahlers
Die Getränke Ahlers GmbH ist ein norddeutscher Getränkefachgroßhandel mit Sitz in Achim (Landkreis Verden). Gegründet wurde das Unternehmen im Jahr 1910 von Heinrich Ahlers, derzeitige Firmeninhaber sind Bernhard und Andreas Henze, Enkel und Urenkel des Firmengründers.

## Tochterunternehmen

Logo der HOL’AB! Getränkemarkt GmbH

Ein Tochterunternehmen der Getränke Ahlers GmbH ist die 1978 gegründete Getränkemarktkette HOL’AB! Getränkemarkt GmbH mit derzeit 207 Filialen in Niedersachsen, Nordrhein-Westfalen, Bremen, Hamburg und Schleswig-Holstein. Zum Unternehmen gehört auch die Getränke-Höpfner Voll-Service GmbH mit Niederlassungen in Klötze und Lehrte sowie die Gerdes & Willers Getränke mit Sitz in Bad Zwischenahn.
Die Bierverlag Peterke Ahlers Beteiligungs-GmbH + Co. KG ist die Holdinggesellschaft der Unternehmensgruppe Ahlers mit folgenden Tochterunternehmen:
- Getränke Ahlers GmbH, Achim
- „Hol ab!“ Getränkemarkt GmbH, Achim
- Getränke-Höpfner Voll-Service GmbH, Achim
- Henze Beteiligungs-GmbH, Achim
- Z G V Zwischenahner Getränkevertriebsgesellschaft mbH, Bad Zwischenahn
- Getränke Ahlers Nord GmbH, Aurich
- Elbe-Weser Beteiligungsgesellschaft mbH, Bremervörde
- Maack & Scheruhn Beteiligungsgesellschaft mbH, Bremervörde
- Maack & Scheruhn Getränkefachgroßhandel GmbH & Co. KG

Anfang 2009 übernahm die Getränke Ahlers GmbH von InBev die Markenrechte an der regionalen Biermarke Hemelinger Spezial.